# الیزا کادیجا بووه
الیزا کادیجا بووه (ایتالیایی: Elisa Kadigia Bove؛ زادهٔ ۱۹۴۲) بازیگر اهل ایتالیا است.
از فیلم‌هایی که وی در آن‌ها نقش داشته‌است، می‌توان به چشم، چشم بد، جعفری و رازیانه اشاره نمود.